# Coupe des champions de la CONCACAF 1981
Navigation
Édition précédente Édition suivante
La Coupe des champions de la CONCACAF 1981 était la dix-septième édition de cette compétition.
Elle a été remportée par le SV Transvaal face au Atlético Marte sur le score cumulé de 2 buts à 1.

## Participants
Un total de 16 équipes provenant d'un maximum de 9 nations pouvaient participer au tournoi. Elles appartenaient aux zones Amérique du Nord, Amérique Centrale et Caraïbes de la CONCACAF.
Le tableau des clubs qualifiés était le suivant :
| Nation                                    | Club                      | Raison de qualification                          |
| Zone Amérique du Nord / Amérique Centrale |                           |                                                  |
| Premier tour                              |                           |                                                  |
| Mexique                                   | CD Cruz Azul              | Champion du Mexique 1979-80.                     |
| Mexique                                   | Tigres UANL               | Second du championnat du Mexique 1979-80.        |
| Guatemala                                 | Xelaju MC                 | Champion du Guatemala 1980.                      |
| Guatemala                                 | Juventud Retalteca        | Second du championnat du Guatemala 1980.         |
| Salvador                                  | Atlético Marte            | Champion du Salvador 1980.                       |
| Salvador                                  | CD Santiagueño            | Second du championnat du Salvador 1980.          |
| Honduras                                  | Real España               | Champion du Honduras 1980.                       |
| Honduras                                  | CD Marathón               | Second du championnat du Honduras 1980.          |
| Zone Caraïbes                             |                           |                                                  |
| Premier tour                              |                           |                                                  |
| Antilles néerlandaises                    | Sport Unie Brion-Trappers | Champion des Antilles néerlandaises 1981         |
| Antilles néerlandaises                    | RKVFC Sithoc              | Vice-champion des Antilles néerlandaises 1981    |
| Trinité-et-Tobago                         | Defence Force             | Champion de Trinité-et-Tobago 1980.              |
| Trinité-et-Tobago                         | Kentucky Memphis          | Second du championnat de Trinité-et-Tobago 1980. |
| Suriname                                  | SV Robinhood              | Champion du Suriname 1980.                       |
| Suriname                                  | SV Transvaal              | Second du championnat du Suriname 1980.          |
| Jamaïque                                  | Saint Thomas College      | Méthode de qualification inconnue.               |
| Îles Caïmans                              | Yama Sun Oil              | Champion des Îles Caïmans 1980.                  |

## Calendrier
| Tour                          | Nom                    | Date aller            | Date retour           | Équipes participantes | Équipes restantes |
| Phase de qualification (1981) |                        |                       |                       |                       |                   |
| 1                             | Phase de qualification | 26 avril - 20 octobre | 26 avril - 20 octobre | 16                    | 16 à 2            |
| Phase finale (1982)           |                        |                       |                       |                       |                   |
| 1                             | Finale                 | 30 janvier            | 2 février             | 2                     | 2 à 1             |

## Compétition

### Phase de qualification

#### ZoneAmérique du Nord/Amérique Centrale

##### Premier tour
| Date             | Pays | Club           | Aller | Retour | Club               | Pays | Commentaire |
| 26 avril / 5 mai |      | Atlético Marte | 2-2   | 3-1    | Juventud Retalteca |      |             |
| 15 / 17 mai      |      | CD Marathón    | 4-0   | 1-1    | CD Santiagueño     |      |             |
| 24 mai / 3 juin  |      | Xelaju MC      | 0-0   | 2-4    | Tigres UANL        |      |             |
| 24 / 30 juin     |      | Real España    | 2-1   | 0-3    | CD Cruz Azul       |      |             |

##### Deuxième tour
L'Independiente déclare forfait après avoir battu l'Atlético Marte.
| Date                   | Pays | Club         | Aller | Retour | Club           | Pays | Commentaire |
| 17 août / 30 septembre |      | Tigres UANL  | 1-1   | 0-1    | Atlético Marte |      |             |
| 22 / 30 septembre      |      | CD Cruz Azul | 1-3   | 1-1    | CD Marathón    |      |             |

##### Troisième tour
| Date       | Pays | Club           | Aller   | Retour  | Club        | Pays | Commentaire                    |
| 20 octobre |      | Atlético Marte | Forfait | Forfait | CD Marathón |      | Forfait avant le premier match |

#### ZoneCaraïbes

##### Premier tour
| Date                    | Pays | Club             | Aller           | Retour          | Club                      | Pays | Commentaire |
| 13 juin / 17 juillet    |      | Kentucky Memphis | 0-1             | 0-2             | Sport Unie Brion-Trappers |      |             |
| 14 juin / 9 août        |      | RKVFC Sithoc     | 1-0             | 0-5             | SV Robinhood              |      |             |
| 14 juin / Date inconnue |      | SV Transvaal     | 1-0             | Score inconnu   | Defence Force             |      |             |
| Dates inconnues         |      | Yama Sun Oil     | Scores inconnus | Scores inconnus | Saint Thomas College      |      |             |

##### Deuxième tour
| Date            | Pays | Club         | Aller           | Retour          | Club                      | Pays | Commentaire |
| 9 / 23 août     |      | Yama Sun Oil | 0-5             | 1-2             | Sport Unie Brion-Trappers |      |             |
| Dates inconnues |      | SV Transvaal | Scores inconnus | Scores inconnus | SV Robinhood              |      |             |

##### Troisième tour
| Date              | Pays | Club                      | Aller | Retour | Club         | Pays | Commentaire |
| 20 sept. / 4 oct. |      | Sport Unie Brion-Trappers | 0-1   | 0-2    | SV Transvaal |      |             |

### Phase Finale

#### Finale
| Match aller     | SV Transvaal   | 1:0 | Atlético Marte | Stade André-Kamperveen Paramaribo, Suriname |  |
| 30 janvier 1982 | Buteur inconnu |     |                |                                             |  |

| Match retour   | Atlético Marte | 1:1 | SV Transvaal   | Stade André-Kamperveen Paramaribo, Suriname |  |
| 2 février 1982 | Buteur inconnu |     | Buteur inconnu |                                             |  |

| Champion de la CONCACAF 1981 |
| ---------------------------- |
| Drapeau du Suriname          |
| SV Transvaal Second Titre    |